# Chloroflexota
Chloroflexota, dříve Chloroflexi, je kmen fotosyntetizujících, převážně vláknitých bakterií, označovaných jako zelené nesirné bakterie. Obvykle mají fotosyntetický zelený pigment ve speciálních tělískách, chlorozomech. Díky těmto barvivům získali své jméno.
Chloroflexota jsou vláknité bakterie, pohybují se zpravidla klouzavým pohybem. Jsou to fakultativní aerobové. Při své fotosyntéze však kyslík neprodukují. Jsou to takzvaní fotoheterotrofové (místo oxidu uhličitého získávají uhlík z organických sloučenin).
Thermomicrobia, dříve zahrnovaná do téhož kmene, jsou v současnosti vyřazovány jako samostatný kmen, nově zvaný Thermomicrobiota.